# Агатис белый
Агатис белый, Агатис амбоинский (лат. Agathis dammara) — вид вечнозелёных голосеменных деревьев семейства Араукариевые (Araucariaceae), распространённых в тропических районах Азии: в Малайзии, на Филиппинах и Индонезии, на острове Сулавеси и Молуккских островах.
Растение произрастает в тропических лесах, от уровня моря до высокогорных районов, где на больших высотах приобретает карликовые формы.
Растение известно с мезозоя, появилось приблизительно 200 миллионов лет назад. Вымерший род Protodammara получил своё название от этого дерева.

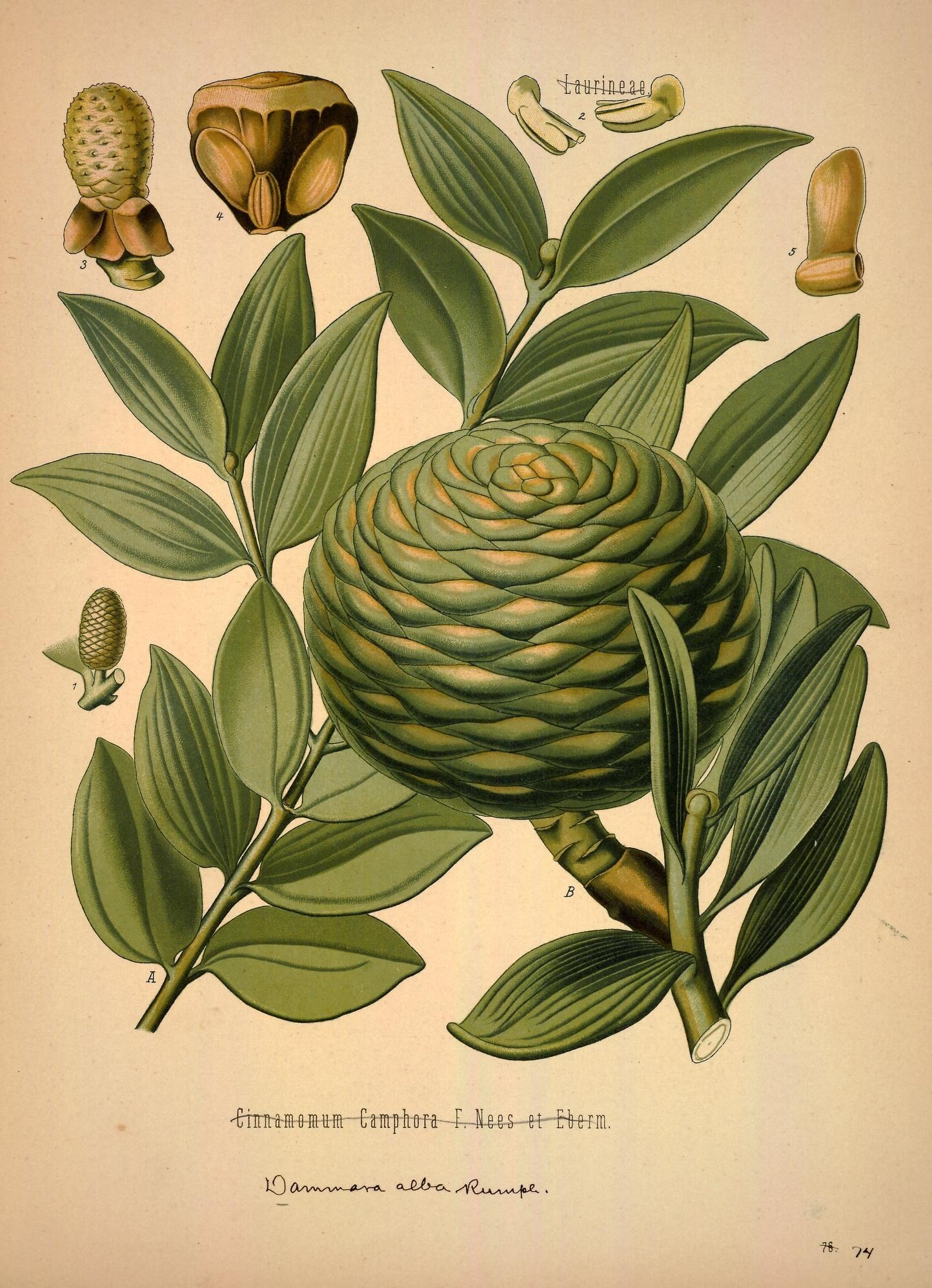

## Ботаническое описание
Деревья высотой около 50 метров. Ствол достигает 45 см в ширину. Кора красновато-серого цвета, крона конической формы, ветви слегка поникающие.
Листья на черешках длиной 3—8 мм, листовая пластинка кожистая тёмно-зелёного цвета, утолщениями на краях, обычно с тупыми кончиками, редко остроконечными.
Шишки почти шаровидные или широко яйцевидные, размером до 10 см. Семена размером примерно 12×7 мм.

## Значение и применение
Ствол растения содержит смолу, называемую даммара, которая широко используется в промышленности и медицине.
Дерево обычно выращивают как декоративное, а также как источник древесины, используемой в строительстве.
Растение культивируется в Индонезии, Малайзии, завезено в Китай, где возделывается на плантациях в провинциях Фуцзянь и Гуандун.

## Таксономия
Первоначально растение было отнесено в род Pinus как Pinus dammara Lamb. Позже вид был перенесён в род Abies как Abies dammara (Lamb.) Poir. (1817), одно время растение помещалось в собственный род Dammara Lam. (1786) . Впервые растение было причислено к роду Agathis в 1807 году, под названием Agathis loranthifolia Salisb. (1807). В течение этого времени растение неоднократно переименовывалось, приобретая различные видовые эпитеты, пока окончательно не был признан видовой эпитет dammara в составе современного названия.
Синонимы
- Abies dammara (Lamb.) Poir.
- Abies dammara (Lamb.) Dum.Cours.
- Agathis alba Jeffrey
- Agathis celebica (Koord.) Warb.
- Agathis hamii Meijer Drees
- Agathis loranthifolia Salisb. nom. illeg.
- Agathis orientalis (Lamb.) Mottet
- Agathis pinus-dammara Poir. nom. illeg.
- Dammara alba Rumph. ex Hassk. nom. illeg.
- Dammara alba var. celebica Hassk.
- Dammara celebica Koord.
- Dammara loranthifolia Link
- Dammara orientalis Lamb.
- Dammara rumphii C.Presl nom. illeg.
- Pinus dammara Lamb.

На русском языке растение могут называть «Агатис белый» в связи с вхождением в синонимику вида названия Agathis alba Jeffrey, однако известно другое растение этого рода с действительным научным названием Agathis alba (Lam.) Foxw., для русского названия которого видовой эпитет «белый» точно соответствовал бы общепринятому ботаническому названию.